# 志摩町布施田

広の浜（2008年）

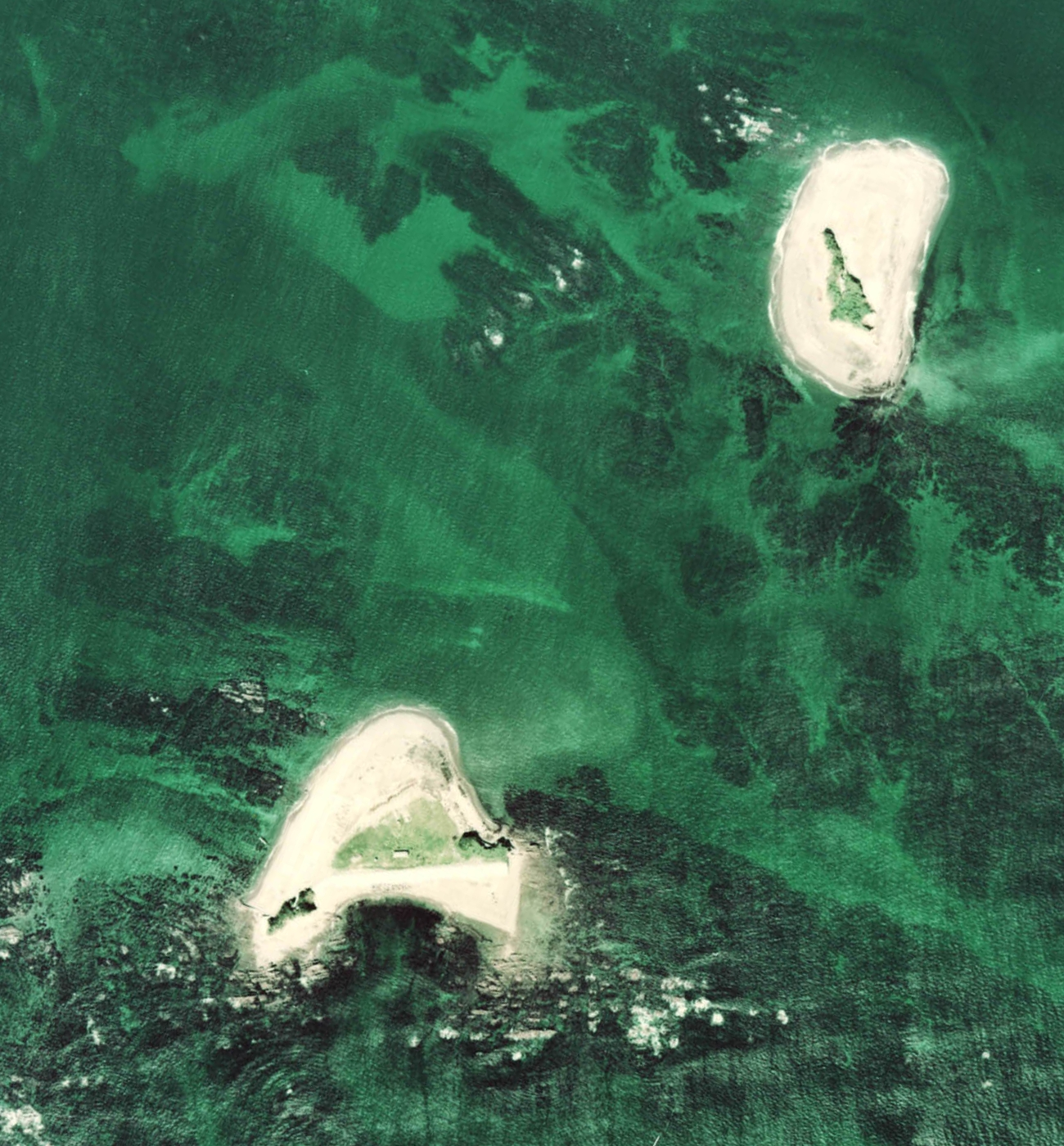
小島（右上、左下は志摩町和具の大島）

志摩町布施田（しまちょうふせだ）は、三重県志摩市の地名。2004年1月1日現在の面積は1.91km2。
漁業を中心としつつ農業も行う地域であり、海女によるアワビやサザエなどの採取も行われている。また志摩市志摩総合スポーツ公園やスーパーマーケットがあり、志摩町和具とともに志摩市志摩地域の中心地としての機能を有する。

## 地理
志摩市の南部、志摩半島最南端の先島半島（前島半島）ほぼ中央部に位置する。集落は北部と南部にあり、北部には宮の後・畑野山・梶ヶ岡など、南部には向井・根中・浜村などの小字がある。先島半島は両端の標高が高い隆起海食台地であり、その中央にある布施田は標高20m以下と最も低い。最大5mの厚さを有する礫と砂からなる先志摩層が見られる。隆起海食台地の土地は痩せ、サツマイモ栽培が中心となる。
北は英虞湾に、南は太平洋（熊野灘）に面する。東は志摩町片田、西は志摩町和具と接する。英虞湾岸には真珠養殖作業場がある。熊野灘には小島があり、小島や和具大島と、布施田・和具本土の間の海域を布施田水道と呼ぶ。布施田水道は航路として利用されるが、暗礁が多く航行の難所となっている。布施田水道の暗礁は「オニヤリ黒ミ」と呼ばれている。
- 島：小島
- 海：英虞湾、熊野灘、布施田水道

### 小島
小島は三重県志摩市志摩町布施田に属する島。太平洋上にあり、付近には志摩町和具に属する和具大島が浮かぶ。
小島の領有をめぐって、江戸時代に布施田村と和具村の間で争いがあった。慶長11年（1606年）に片田村の三蔵寺が調停に乗り出し、和具領としたが、布施田側は納得せず、元和元年（1615年）に鳥羽藩の裁定で布施田領とされて決着した。なお和具領時代から、小島沖での布施田村の漁民による操業は黙認されていた。明治時代以降は国有地となり、現在に至る。
鳥羽藩が布施田領と裁定を下すに至ったのは、布施田・和具村境から布施田村と和具村の代表が舟で競漕し、先に小島に着いた方の村のものにすることになった、という言い伝えがある。結果、舟は同着であったが、舟が着く直前に布施田村の滝田勘太夫が草履を小島の浜へ投げ入れ、布施田村の方が先に着いたと主張したため、布施田領となったという。

### ソトラ
布施田近海には、海中に沈んでしまった「ソトラ」と呼ばれる半島がある。布施田村内が3軒だけになってしまった時にソトラを掘れば村が再生する、あるいは金鶏が埋まっているという伝説が残る。

### 経済
農業と水産業が主体であり、農業では米・サツマイモ・野菜などの栽培、水産業では定置網によるイカやイサキ漁、カツオの一本釣り、海女漁業、真珠養殖が行われる。1970年（昭和45年）の統計では、布施田における第1次産業生産額に占める農業生産額の割合は2.8%と圧倒的に水産業が主であった。耕地面積は和具と同様に小さい方である。
漁業に関しては1911年（明治44年）9月1日に布施田漁業組合が設立され、大正までカツオ釣り、マグロ延縄漁、サンマの流し網など漕船による沖合漁業が盛んに行われた。そのほかボラ・タイ・アジ・アワビ・エビ・ナマコ・テングサなどの漁獲があったが、これは布施田特有のものではなく、志摩漁村の典型的な漁獲物である。船が動力化すると漁場が北は房総半島沖、時に三陸海岸沖、南は紀伊半島沖まで拡大し、英虞湾側の布施田浦に船着き場を整備した。
しかし、1918年（大正7年）と昭和初期に布施田の漁師が命を落とす海難事故が発生したことから、漁業の中核は沖合漁業から沿岸漁業へ移っていった。また昭和初期には真珠養殖が導入され、次第に比重を増していった。これは波静かな英虞湾側に漁業権を有していたことと、海女漁業では生活が苦しかったことが背景にある、と大喜多甫文は推察している。これら以外に、大島襄二は深谷水道開通による英虞湾奥部での水温安定を指摘している。1970年代には真珠養殖が主、海女漁業が従であった。布施田の真珠養殖の歴史は志摩地方でも古い方であるが、小規模な事業者が多く、地元の余剰労働力を吸収している。

## 歴史
縄文時代から弥生時代にかけての遺跡が小字奥山・兎島・切間で見つかっており、石器・石斧・弥生土器などが出土している。
『志摩町史』によれば、古文書には「布施田」の文字は見られず、江戸時代の『三蔵寺世代相伝系譜』で「慶長のころ、立神村の人布施田郷へ住居するより人家漸次に稠密となり」とあるのが布施田の様子を記述した最初の史料である。『角川日本地名大辞典』では、これより古い永禄8年（1565年）の伊勢国大湊（現在の伊勢市大湊町）の入港記録『船々聚銭帳』に布施田の字が見られる、としている。
江戸時代は志摩国英虞郡鵜方組に属し、布施田村として鳥羽藩の配下にあった。村高は367石余、浦役の銀は350匁を納めた。藩主の内藤忠政が参勤交代の際には、布施田村の人が船を出した。先島半島では両墓制が一般的であった中、布施田村では当初から単墓制だった。
宝暦7年9月（グレゴリオ暦：1757年10月）、布施田村の船頭・小平次は大王崎沖で暴風に遭って150日間太平洋をさまよい、台湾へ漂着した。小平次はその後、清国福州経由で南京へ送られ、そこで丁重な扱いを受けた後、宝暦9年7月（グレゴリオ暦：1759年7月）、長崎港に着き、帰国を果たした。帰国後に小平次が鳥羽城主に証言した口上書を元にした『志州船頭小平次台湾漂着物語』などの名の作品が出版され、鎖国時代の人々にとって珍しい外国見聞録として広く読まれた。

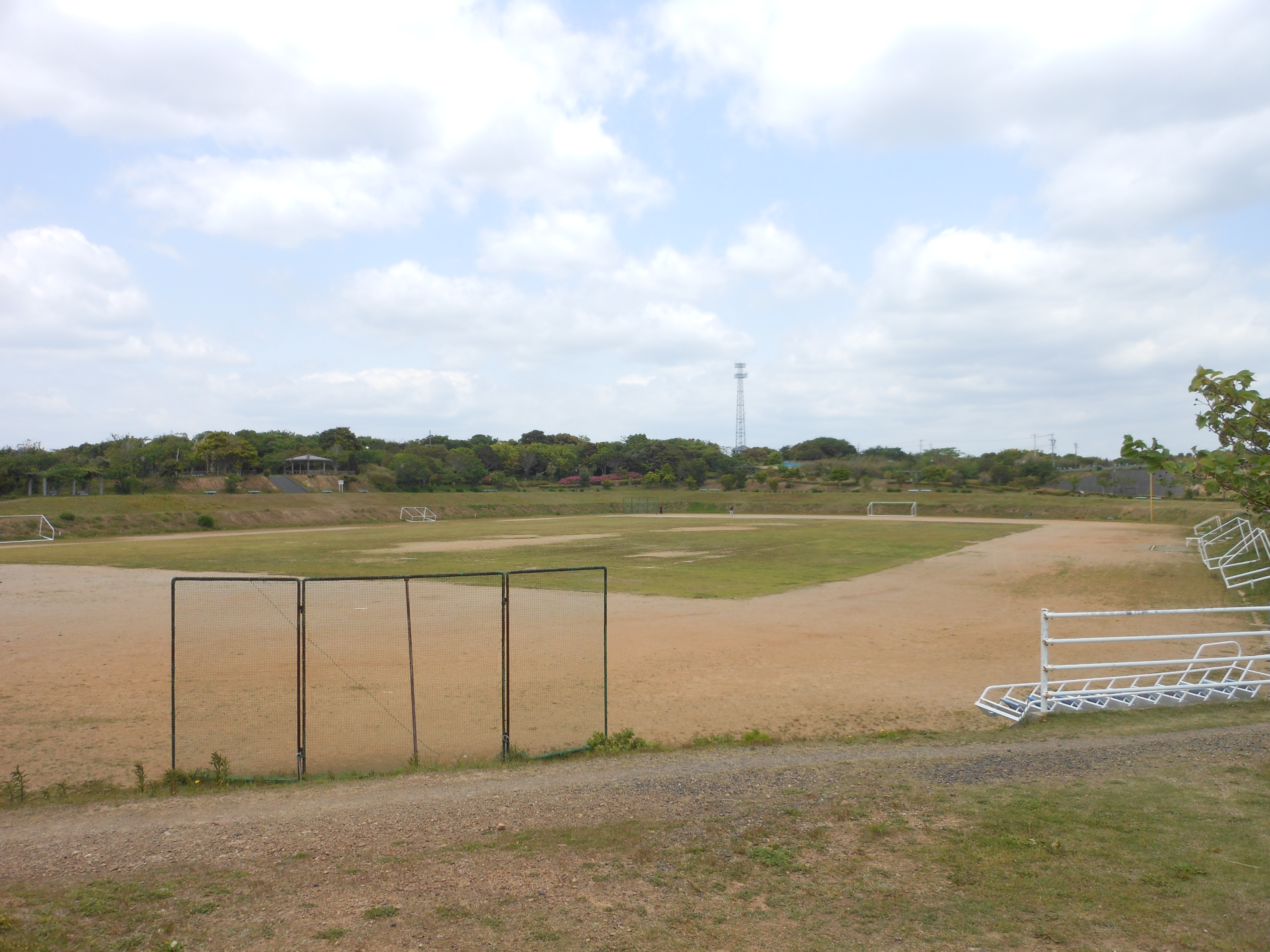
志摩総合スポーツ公園多目的グラウンド

1878年（明治11年）には畔名村以南の村々（旧大王町・志摩町域）を管轄する「三重県英虞郡第十七連区布施田組事務所」が布施田村に置かれるも、翌1879年（明治12年）には各村に戸長役場ができたため廃止される。町村制施行時は布施田村として単独で村制を敷き、昭和の大合併で志摩町の1大字になって以降、現在まで大字として存続している。布施田は近世以降、半農半漁の地域であったが、戦後は真珠の養殖業が活況を呈した。しかし、平成に入ると漁場の汚染やバブル崩壊以後の経済的停滞により真珠養殖は衰退傾向にある。
1987年（昭和62年）5月16日、ブルーシー・アンド・グリーンランド財団（B&G財団）による志摩海洋センターが完成、1995年（平成7年）4月29日には志摩町総合スポーツ公園（現・志摩市志摩総合スポーツ公園）が開園した。隣接地のふれあい公園には2002年（平成14年）10月20日に鳥羽市出身の演歌歌手・鳥羽一郎の「志摩半島」歌碑が設置された。2008年（平成20年）10月24日、竜巻が発生し、住宅の一部が損壊する被害を受けた。

### 沿革
- 1889年（明治22年）4月1日 - 町村制施行により英虞郡布施田村が成立。大字は編成せず。
- 1896年（明治29年）4月1日 - 郡の統合により答志郡と英虞郡が合併したことにより、志摩郡布施田村となる[24]。
- 1954年（昭和29年）12月1日 - 市町村合併により、志摩郡志摩町布施田となる。
- 2004年（平成16年）10月1日 - 平成の大合併により、志摩市志摩町布施田となる。

### 地名の由来
志摩国の国分寺および国分尼寺の田があったことに由来すると言われる。布施田には小字・小布施田があり、地名の発祥と推定できる。
中村精貮は領主への徴税を逃れるために存在を隠した田、すなわち「臥田」（ふせだ）に由来するとも解釈できるとした。

## 世帯数と人口
2019年（令和元年）7月31日現在の世帯数と人口は以下の通りである。
| 町丁         | 世帯数  | 人口    |
| ------------ | ------- | ------- |
| 志摩町布施田 | 852世帯 | 1,895人 |

### 人口の変遷
1746年以降の人口の推移。なお、2005年以後は国勢調査による推移。
| 1746年（延享3年）  | 937人   | [ 4 ]     |  |
| 1908年（明治41年） | 2,566人 | [ 4 ]     |  |
| 1970年（昭和45年） | 2,785人 | [ 27 ]    |  |
| 1980年（昭和55年） | 2,641人 | [ 3 ]     |  |
| 2000年（平成12年） | 2,583人 | [ 27 ]    |  |
| 2005年（平成17年） | 2,408人 | [ WEB 5 ] |  |
| 2010年（平成22年） | 2,280人 | [ WEB 6 ] |  |
| 2015年（平成27年） | 2,031人 | [ WEB 7 ] |  |

### 世帯数の変遷
1746年以降の世帯数の推移。なお、2005年以後は国勢調査による推移。
| 1746年（延享3年）  | 170戸   | [ 4 ]     |  |
| 1908年（明治41年） | 452戸   | [ 4 ]     |  |
| 1970年（昭和45年） | 667世帯 | [ 27 ]    |  |
| 1980年（昭和55年） | 693世帯 | [ 3 ]     |  |
| 2000年（平成12年） | 729世帯 | [ 27 ]    |  |
| 2005年（平成17年） | 797世帯 | [ WEB 5 ] |  |
| 2010年（平成22年） | 792世帯 | [ WEB 6 ] |  |
| 2015年（平成27年） | 795世帯 | [ WEB 7 ] |  |

## 学区
市立小・中学校に通う場合、学区は以下の通りとなる。
| 番・番地等 | 小学校             | 中学校             |
| ---------- | ------------------ | ------------------ |
| 全域       | 志摩市立志摩小学校 | 志摩市立志摩中学校 |

## 交通
鉄道
鉄道は通っていない。最寄り駅は阿児町鵜方にある近鉄志摩線鵜方駅。
バス
布施田バス停（三重交通三重交通志摩営業所管内）
- 60・62系統 御座港
- 60・62系統 伊勢市駅前
- 60・62系統 伊勢赤十字病院

道路
- 国道260号 - 北部を志摩バイパス、南部を本線が通る。志摩バイパスには志摩丸山橋がある。

## 施設

布施田郵便局

- 布施田郵便局
- 志摩市消防本部志摩消防署志摩分署
- ぎゅーとらラブリー志摩店
- コメリハード&グリーン志摩店
- 志摩市志摩総合スポーツ公園
  - 海洋センター
  - 志摩ふれあい公園
- 広の浜キャンプ場
- (株)山紀建設

## 史跡
- 殿岡神社 - 旧称は若一王子社で明治初期に改称[4]。神主家の先祖が、紀伊国牟婁郡の浜の宮から神霊を奉じたとされ、布施田の鎮守であった[4]。1907年（明治40年）に秋葉社と八幡社、1909年（明治42年）に小島神社（弁財天女社）を合祀[4]。
- 東光山薬師寺 - 元禄5年（1692年）創建の曹洞宗永平寺派の仏教寺院[4]。志摩国分寺の本尊が薬師如来であることにちなんで、薬師寺となった[9]。

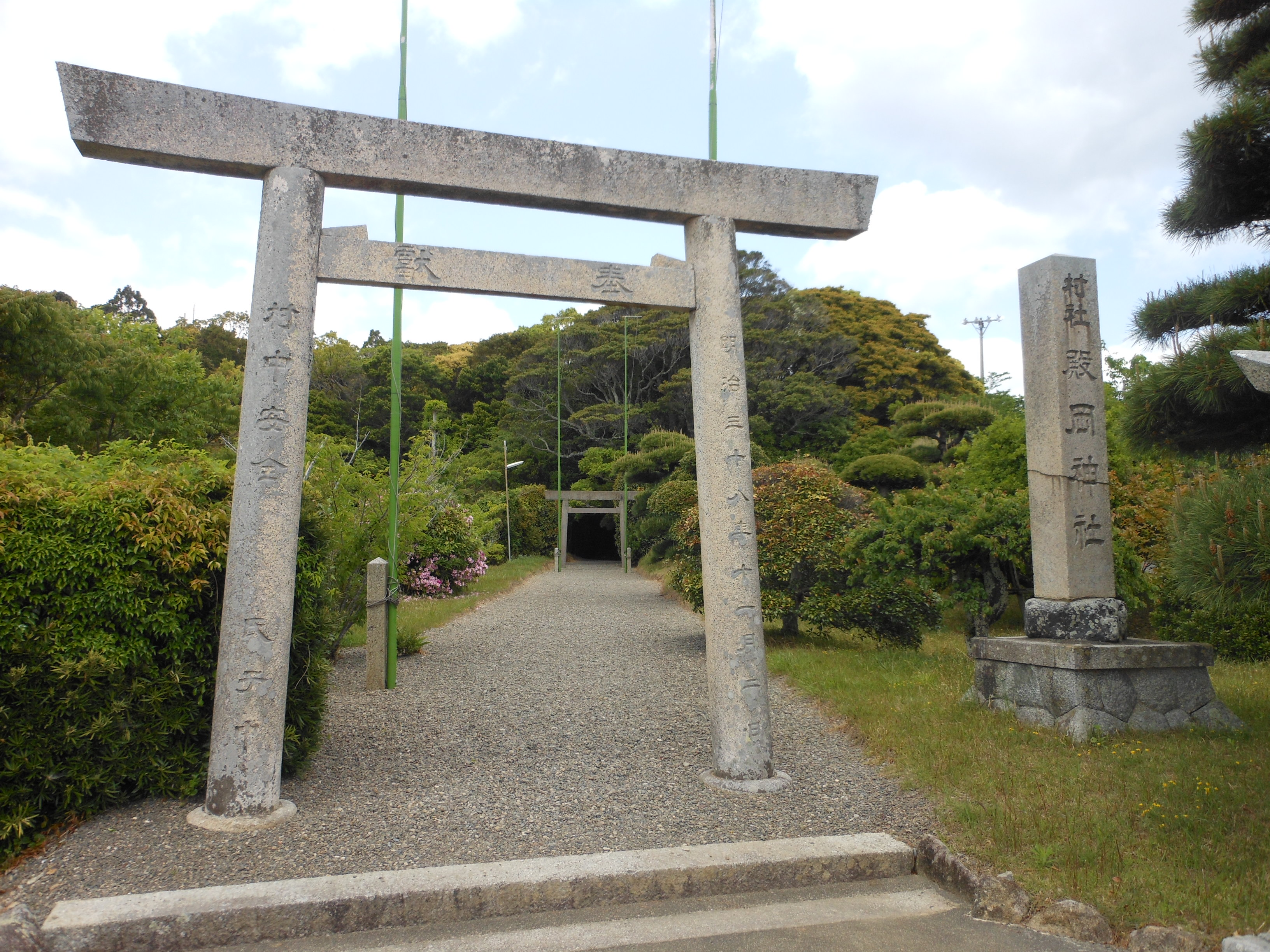
殿岡神社
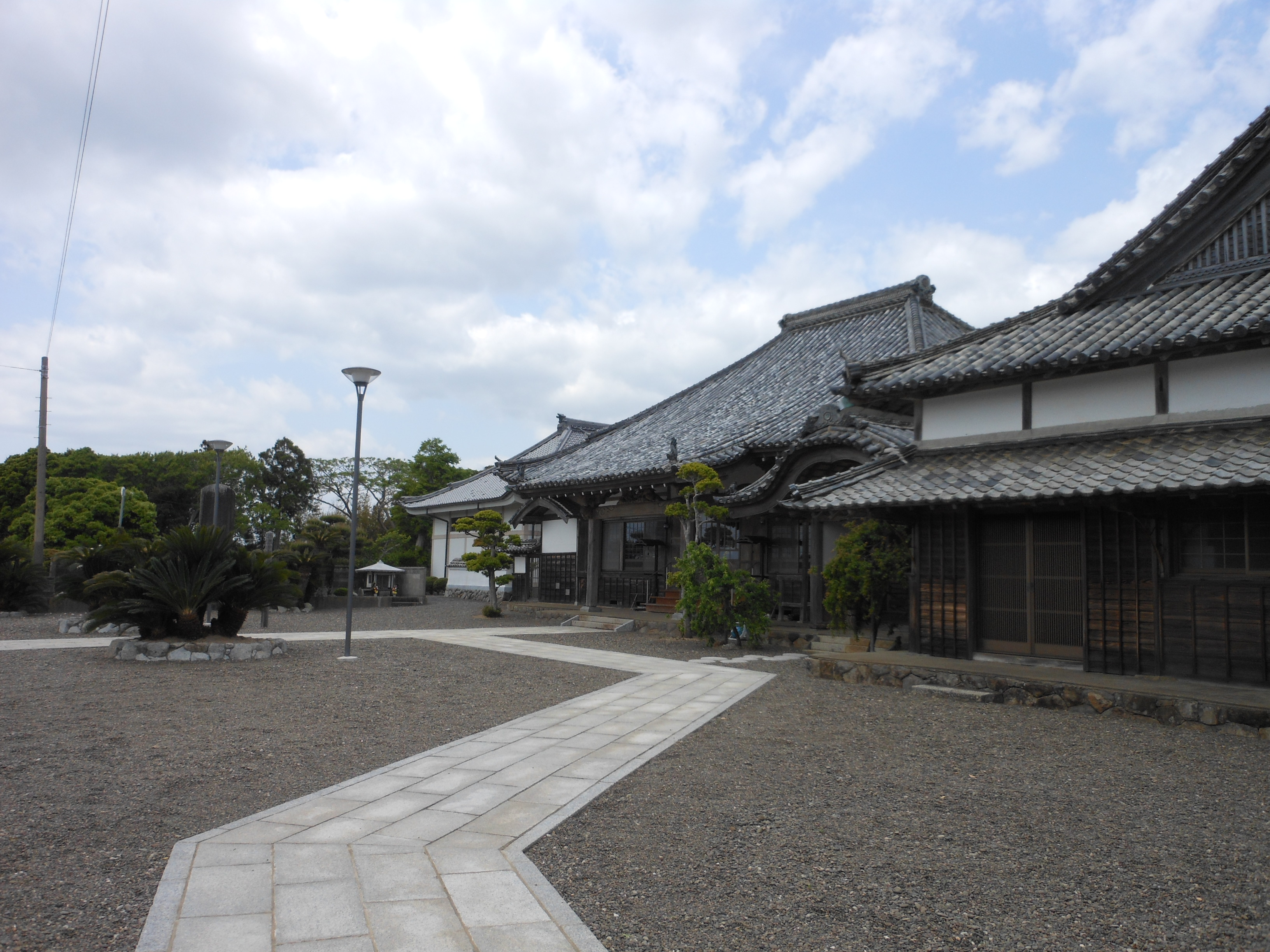
薬師寺

## 出身者
- 西岡恭蔵 - シンガーソングライター

## その他

### 日本郵便
- 郵便番号 : 517-0702[WEB 2]（集配局：志摩郵便局[WEB 9]）。

### WEB
1. 1 2  “志摩市の人口について”.   志摩市 (2019年7月31日). 2019年8月28日閲覧。
2. 1 2  “志摩町布施田の郵便番号”.  日本郵便. 2019年8月15日閲覧。
3. ↑  “市外局番の一覧”.   総務省. 2019年6月24日閲覧。
4. ↑  伊勢志摩きらり千選実行グループ"伊勢志摩きらり千選/布施田ふれあい公園"財団法人伊勢志摩国立公園協会（2012年9月2日閲覧。）
5. 1 2  “平成17年国勢調査の調査結果(e-Stat) - 男女別人口及び世帯数 －町丁・字等”.   総務省統計局 (2014年6月27日). 2019年8月16日閲覧。
6. 1 2  “平成22年国勢調査の調査結果(e-Stat) - 男女別人口及び世帯数 －町丁・字等”.   総務省統計局 (2012年1月20日). 2019年8月16日閲覧。
7. 1 2  “平成27年国勢調査の調査結果(e-Stat) - 男女別人口及び世帯数 －町丁・字等”.   総務省統計局 (2017年1月27日). 2019年8月16日閲覧。
8. ↑  “学校通学区”.   志摩市. 2019年8月28日閲覧。
9. ↑  “郵便番号簿 2018年度版” (PDF).   日本郵便. 2019年6月10日閲覧。

### 文献
1. 1 2  志摩町役場企画課（2004）：95ページ
2. 1 2 3 4  大喜多（1973）：354ページ
3. 1 2 3 4 5  「角川日本地名大辞典」編纂委員会 1983, p. 1423.
4. 1 2 3 4 5 6 7 8 9 10 11 12 13 14 15  「角川日本地名大辞典」編纂委員会 1983, p. 943.
5. ↑  吉川（1949）：220ページ
6. ↑  吉川（1949）：222ページ
7. 1 2  大喜多（1973）：356ページ
8. ↑  跡部（1966）：33ページ
9. 1 2 3 4 5 6 7 8 9  志摩町史編纂委員会編 2004, p. 240.
10. 1 2 3 4  平凡社地方資料センター 1983, p. 699.
11. 1 2 3  志摩町史編纂委員会編 2004, p. 242.
12. ↑  大喜多（1973）：348ページ
13. 1 2 3  志摩町史編纂委員会編 2004, p. 285.
14. ↑  大島（1955）：105ページ
15. ↑  大喜多（1973）：350ページ
16. ↑  大島（1955）：114ページ
17. ↑  平凡社地方資料センター 1983, p. 698.
18. 1 2  「角川日本地名大辞典」編纂委員会 1983, p. 1421.
19. ↑  「角川日本地名大辞典」編纂委員会 1983, p. 1421-1422.
20. ↑  志摩町史編纂委員会編 2004, p. 241.
21. ↑  志摩町史編纂委員会編 2004, p. 241-242.
22. ↑  志摩町史編纂委員会編 2004, p. 666-667.
23. ↑  志摩市市長公室 編（2012）：6ページ
24. ↑  『官報』第3822号、明治29年3月30日。
25. ↑  中村精貮 1951, p. 52.
26. ↑  中村精貮 1951, p. 53.
27. 1 2 3 4  志摩町役場企画課（2004）：96ページ